# John Knox Stewart

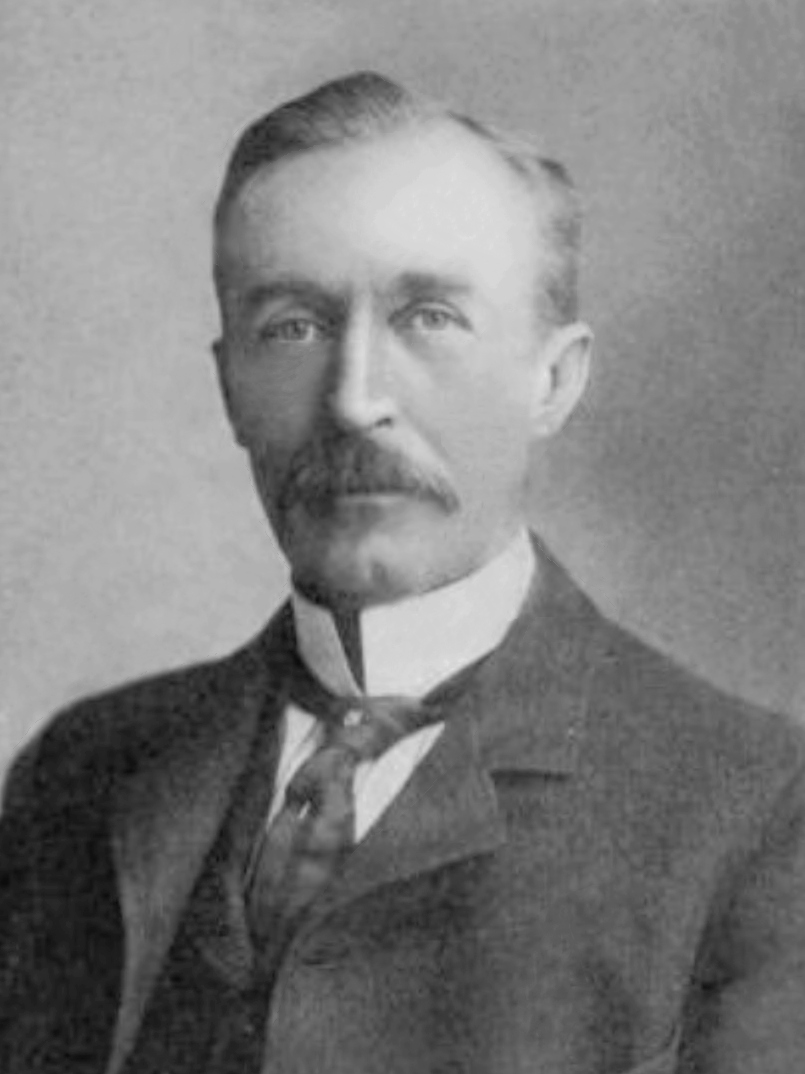
John Knox Stewart

John Knox Stewart (Perth, Nova Iorque, 20 de outubro de 1853 — 27 de junho de 1919) foi um político norte-americano.
Stewart nasceu em Perth, Condado de Fulton, Nova Iorque, em 20 de outubro de 1853. Ele se mudou com seus pais para Amsterdã, ele frequentou as escolas públicas e Academia de Amesterdão. Ele foi Membro da Assembléia do Estado de Nova Iorque em 1890, Eleito republicano aos 56º e 57º Congresso dos Estados Unidos, de 4 de março de 1899 a 3 de março de 1903.